# John Layfield
John Charles Layfield (29 de noviembre de 1966), conocido como John «Bradshaw» Layfield, o JBL, es un luchador profesional y comentarista de lucha libre estadounidense. Actualmente trabaja como embajador para la empresa WWE.
También es conocido por haber formado parte, junto a Faarooq/Ron Simmons el equipo Acolytes Protection Agency (The APA). JBL es una vez Campeón Mundial, al obtener un reinado como Campeón de la WWE. Otros logros destacables en su carrera son sus 17 reinados como Campeón Hardcore y sus reinados como Campeón de los Estados Unidos, Campeón Europeo, Campeón del Internet de la WWE y Campeón Intercontinental. Además es Campeón de Triple Corona y Gran Campeón en el formato anterior.

## Como inversor
Su personaje en la lucha libre estaba basado en su vida real. Es un reputado columnista y aparece con frecuencia en programas como Fox News y es considerado un importante inversor y hombre de negocios.

## Carrera en el fútbol americano
Antes de empezar su carrera como luchador, Layfield fue entrenador de fútbol americano del equipo Trinity Valley Community College y jugador de la Universidad Cristiana de Abilene. En Abilene, Layfield ocupaba la posición de liniero ofensivo. Layfield firmó con Los Angeles Raiders, pero fue recortado antes de que empezara la temporada de 1990. Layfield jugó en la World League of American Football como titular en los diez partidos de la temporada de 1991 del equipo San Antonio Riders en la posición de tackle derecho usando el número 61.

## Carrera en la lucha libre profesional

### Global Wrestling Federation (1992–1994)
Layfield fue entrenado por Brad Rheingans y empezó a luchar en la Global Wrestling Federation (GWF) en Texas. Su primer gimmick fue como Johnny Hawk, un primo de los famosos Windham Brothers. Ahí formó el equipo Texas Mustangs junto con Bobby Duncum, Jr., con quien ganó el Campeonato en Parejas de la GWF. Más tarde ese mismo año , Hawk ganó su segundo Campeonato en Parejas de la GWF junto con Black Bart. Retuvieron los campeonatos hasta que los perdieron frente a Jimmy Garvin Y Terry Gordy el 3 de junio de 1994. El 14 de enero de 1995, Layfield ganó el Campeonato Norteamericano de la NWA tras derrotar Kevin Von Erich pero lo perdió dos meses después frente Greg "The Hammer" Valentine.

### World Wrestling Federation/ Entertainment/ WWE (1995-2009, 2011-presente)

#### 1995-1998

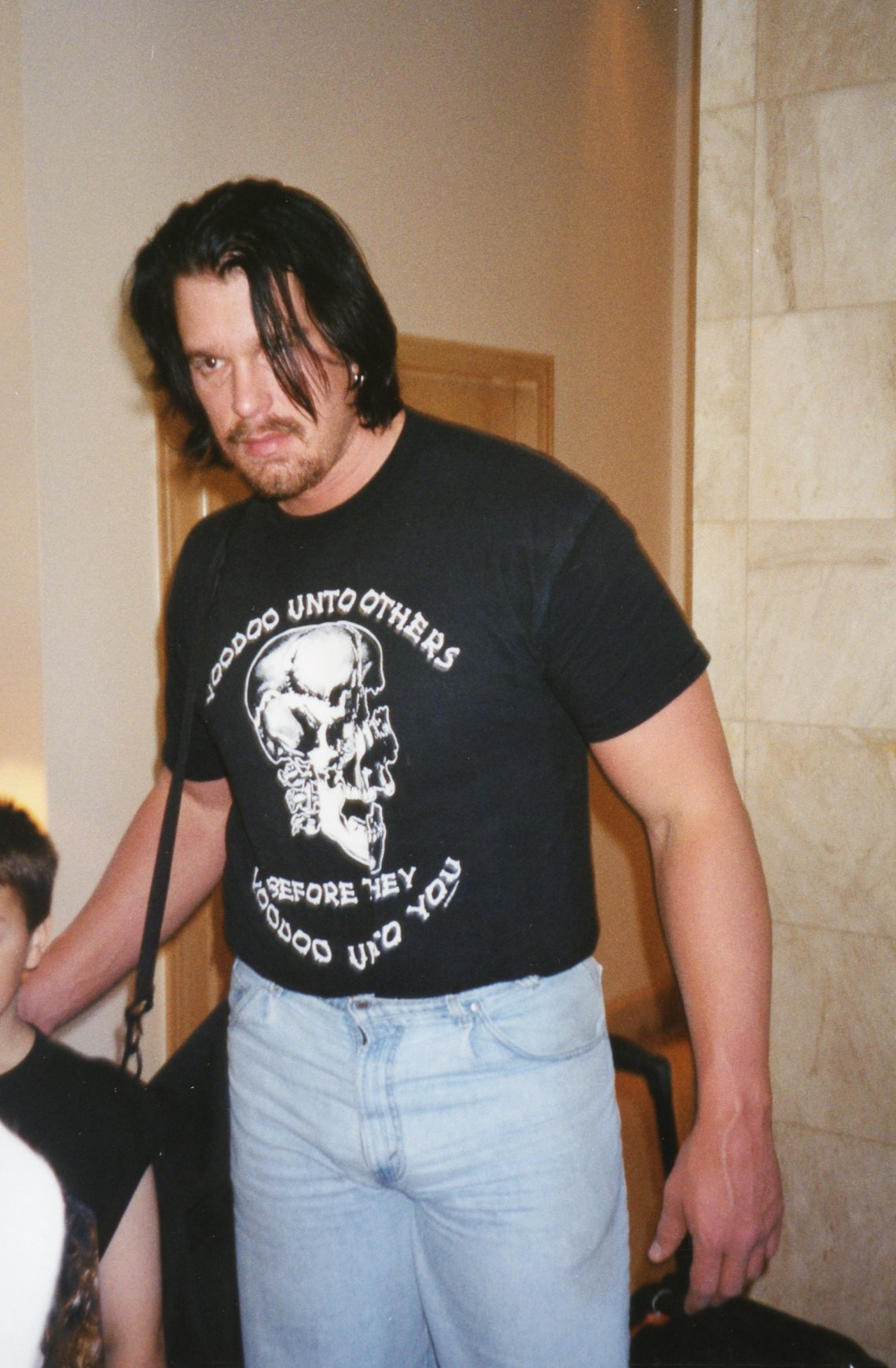
Bradshaw como miembro de Acolytes Protection Agency.

Después de luchar durante tres años en el circuito independiente, Layfield firmó un contrato con la World Wrestling Federation (WWF) a mitad de 1995. Finalmente debutó en enero de 1996 como Justin "Hawk" Bradshaw bajo el gimmick de un cowboy. Después de sus victorias, empezó a marcar a sus oponentes con el símbolo "JB". El gimmick fue un fracaso y fue cancelado a principios de año. Lo único destacable de este periodo fue un feudo con Savio Vega y un combate frente a Fatu, el cual ganó en 8 segundos. Tras el fracaso de su anterior gimmick, Layfield se juntó con su primo Barry Windham (Kayfabe) formando el grupo The New Blackjacks. Durante todo el 1997, Windham estuvo lesionado, por lo que el equipo se disolvió. Layfield luchó ocasionalmente como "Blackjack Bradshaw". Tras esto, Layfield se centró nuevamente en el Campeonato Norteamericano de la NWA, el cual estaba en posesión de Jeff Jarrett. En No Way Out of Texas: In Your House, Layfield derrotó a Jarret por descalificación, por lo que Jarrett retuvo el campeonato.
Lo único destacable de 1998 es una victoria frente a Marc Mero en Mayhem in Manchester, una derrota frente Kaientai (Funaki, Dick Togo, y Men's Teioh) en un handicap match en Over the Edge y una victoria frente a Vader en un Falls Count Anywhere match en Breakdown.

#### 1999-2002
Ya a inicios de 1999 junto a Farooq se unieron a The Ministry of Darkness(The Undertaker, Paul Bearer & Mideon) que junto a Mideon atacaron a Viscera en Royal Rumble provocando la eliminación de este último. En St. Valentine Day Masacre's atacó junto a The Ministry of Darkness a Big Boss Man después de su lucha contra Mideon. Y en el Sunday Night Heat de Wrestlemania XV participó en un 21-man Battle Royal Match por una oportunidad a los Campeonatos en Pareja de la WWF sin embargo perdió. Luego junto con The Ministry of Darkness entraron en una rivalidad con The Brood (Gangrel, Edge & Christian) el cual derrotaron en Backlash, junto a Farooq & Mideon con interferencia de Viscera, también con Viscera & Farooq en No Mercy (UK) volvieron a derrotar a The Brood.
Luego con The Ministry of Darkness entraron en una rivalidad con The Union (Mankind, Ken Shamrock, Big Show & Test) que en Over The Edge junto con Farooq, Mideon & Viscera fueron derrotados en un 8-Man Elimination Tag Team Match, donde eliminó a Test, pero fue eliminado por Shamrock por medio de rendición.
Luego el 31 de mayo en Raw Is War derrotaron a X-Pack & Kane ganando los Campeonatos en Pareja de la WWF, pero el 29 de junio en Raw Is War fueron derrotados por The Hardy Boyz (Matt & Jeff) perdiendo los títulos, sin embargo en su revancha en Fully Loaded derrotaron a The Hardy Boyz & Micheal Hayes en un 2-on-3 Handicap Match recuperando los títulos en Pareja de la WWF, sin embargo en el Raw is War del 8 de agosto junto con Farooq perdieron los Campeonatos en Pareja de la WWF frente a X-Pack & Kane, pero luego en Summerslam junto con Farooq ganaron una Turmoil Tag Team Match que incluía a Edge & Christian, The Hardy Boyz (Matt & Jeff), Mideon & Viscera, Droz & Prince Albert y a The Hollys Cousins (Crash & Hardcore), ganando una oportunidad por los Campeonatos en Pareja de la WWF.

#### 2004-2005

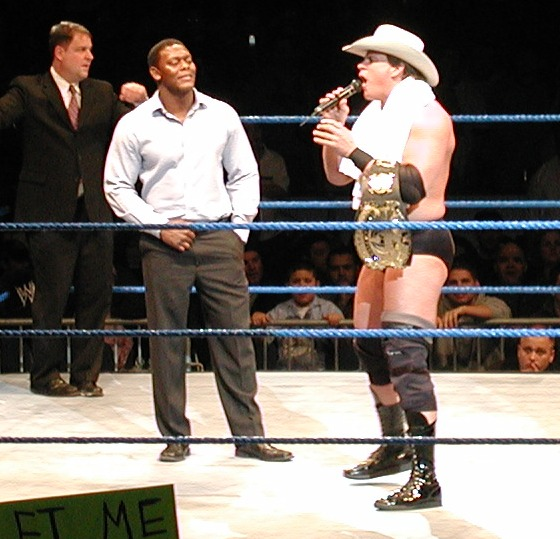
JBL junto a Orlando Jordan como miembro de The Cabinet.

Participó en el Royal Rumble, entrando en el quinto lugar, pero fue el primer eliminado por el ganador de la edición de ese año, Chris Benoit. Tras esto, volvió a formar The APA junto a Farooq, empezando un feudo con The World's Greatest Tag Team (Shelton Benjamin & Charlie Haas), perdiendo ante ellos en No Way Out y en WrestleMania XX se enfrentaron a los Campeones en Pareja de la WWE Too Cool (Rikishi & Scotty 2 Hotty), The World's Greatest Tag Team y The Basham Brothers (Danny & Doug), ganando Too Cool el combate. Después el 18 de marzo en SmackDown junto a Faarooq se enfrentaron a Too Cool en una lucha donde el equipo perdedor sería despedido. Ambos fueron derrotados pero el General Mánager de SmackDown Paul Heyman solo despidió a Faarooq ya que el vio potencial en Layfield por lo que él no fue despedido. Debido a esto Faarooq empezó a dudar de Layfield y de inmediato disolvieron The APA. Layfield se convirtió en heel y cambió su nombre a John "Bradshaw" Layfield (JBL), adoptando el gimmick de un millonario texano con reminiscencias a J.R. Ewing de Dallas. Luego tuvo un feudo con el Campeón de la WWE Eddie Guerrero, a quien se enfrentó en Judgment Day, donde Eddie retuvo por descalificación cuando JBL le atacó con el título, pero en The Great American Bash le derrotó, ganando el Campeonato de la WWE. Tras esto, creó un stable conocido como The Cabinet, formado por Orlando Jordan, The Basham Brothers, Amy Weber & Jillian Hall, con el objetivo de protegerle durante su reinado. Luego lo retuvo ante Guerrero en SmackDown! en un Steel Cage Match después de una interferencia de Kurt Angle y, más tarde, empezó un feudo con The Undertaker, reteniendo el título en SummerSlam por descalificación y en No Mercy por una interferencia de Heidenreich en un "Last Ride match". Luego lo retuvo ante Booker T en Survivor Series. Tras esto, se pactó una lucha en Armageddon donde se enfrentaría a los luchadores ante los que había retenido el título, Booker T, Eddie Guerrero y The Undertaker. En el evento, JBL retuvo el campeonato tras cubrir a Booker T. Luego empezó un feudo con Big Show, enfrentándose a él y a Kurt Angle en Royal Rumble, reteniendo el Campeonato gracias a la ayuda de The Cabinet (Orlando Jordan, Doug Basham & Danny Basham). A causa de estas interferencias, Theodore Long, General Mánager de SmackDown!, le hizo defender el título ante Big Show en No Way Out en un Barbed Wire Cage Match, el cual evitaría que nadie interfiriera. Sin embargo, JBL retuvo el título tras escapar de la estructura antes que Show. Luego empezó un feudo con John Cena, perdiendo el Campeonato de la WWE ante él en WrestleMania 21. Luego intentó recuperarlo en Judgment Day en un I Quit Match, pero perdió. Tras esto, empezó un feudo con el Campeón Mundial Peso Pesado de la WWE Batista, enfrentándose a él en The Great American Bash, ganando Batista por descalificación y en SummerSlam, perdiendo JBL. Más Tarde empezó un feudo con Rey Mysterio, al que derrotó en No Mercy. En Survivor Series, el Team SmackDown! (Randy Orton, Rey Mysterio, Batista, Bobby Lashley & JBL) derrotó al Team RAW (Shawn Michaels, Kane, Carlito, Chris Masters & Big Show), eliminando a Carlito, pero siendo eliminado por Michaels. Luego empezó un breve feudo con Matt Hardy al que derrotó en Armageddon.

#### 2006-2007
A principios de 2006, JBL empezó un feudo con The Boogeyman, el cual había estado asustado durante varias veces varias semanas. Se enfrentó a The Boogeyman en Royal Rumble, siendo derrotado JBL. Tras esto empezó un nuevo feudo con Bobby Lashley, al cual derrotó en No Way Out. El 24 de febrero, JBL se rompió una mano durante un combate Six-Man Tag Team Match. Tras el combate, Layfield fue operado de inmediato para extirpar el quiste. Mientras se recuperaba de la lesión, Layfield empezó un feudo con Chris Benoit, derrotándole en WrestleMania 22, ganando el Campeonato de los Estados Unidos de Benoit.
Tras esto, Layfield desafió a Rey Mysterio a un combate por el Campeonato Mundial Peso Pesado de la WWE. Durante las siguientes semanas, JBL intentó debilitar a Rey Mysterio, después de hacerle pelear frente a los luchadores que JBL eligiera. Mysterio fue derrotado por Mark Henry, The Great Khali y Kane durante las tres semanas siguientes pero en Judgment Day, Mysterio logró derrotar a JBL, reteniendo el título. Dos días después, JBL perdió el Campeonato de los Estados Unidos frente a Bobby Lashley. Minutos más tarde fue nuevamente derrotado por Rey Mysterio en un combate en el que si perdía debería dejar SmackDown!. JBL, sin embargo, más tarde declaró de que no tenía la intención de salir de SmackDown!. Este angle fue usado para que JBL pudiese recuperarse de una lesión en la espalda.

#### Comentarista de SmackDown! (2006-2007)
En One Night Stand, JBL anunció que a partir de ese momento sustituía a Tazz como comentarista junto a Michael Cole en Smackdown. Desde el principio, JBL mostró su apoyo a los luchadores heel. También regresó al ring el 13 de noviembre durante un house show en Dublín, haciendo equipo con Mr. Kennedy y King Booker frente a Brothers of Destruction (The Undertaker & Kane) y Batista.
El 12 de octubre en SmackDown!, Layfield anunció que los fanes de la WWE podrían votar por él para ser el árbitro especial en Cyber Sunday en el combate por el Campeonato Mundial Peso Pesado entre Batista y The Undertaker pero la votación fue ganada por Stone Cold Steve Austin. El 3 de diciembre en Raw, JBL y Ron Simmons se reunieron como The APA para ayudar a Hornswoggle durante su combate frente a Carlito y Jonathan Coachman. En Armageddon, durante el combate entre Randy Orton y Chris Jericho por el Campeonato de la WWE, JBL atacó a Jericho. Este ataque provocó que Orton perdiese el combate por descalificación y que retuviese el campeonato.

#### Regreso como luchador y retiro (2007-2009)
El 17 de diciembre de 2007, JBL anunció que volvía a ser luchador, en respuesta del reto que le hizo Jericho. El 21 de diciembre, JBL anunció que se iba de SmackDown. Hizo su debut en Raw el 31 de diciembre.

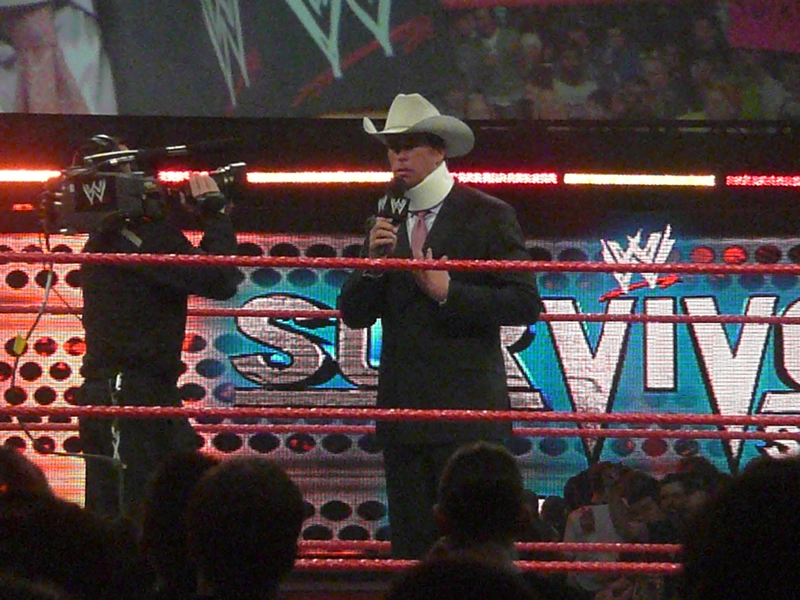
JBL en el RAW celebrado en Mánchester antes de Survivor Series.

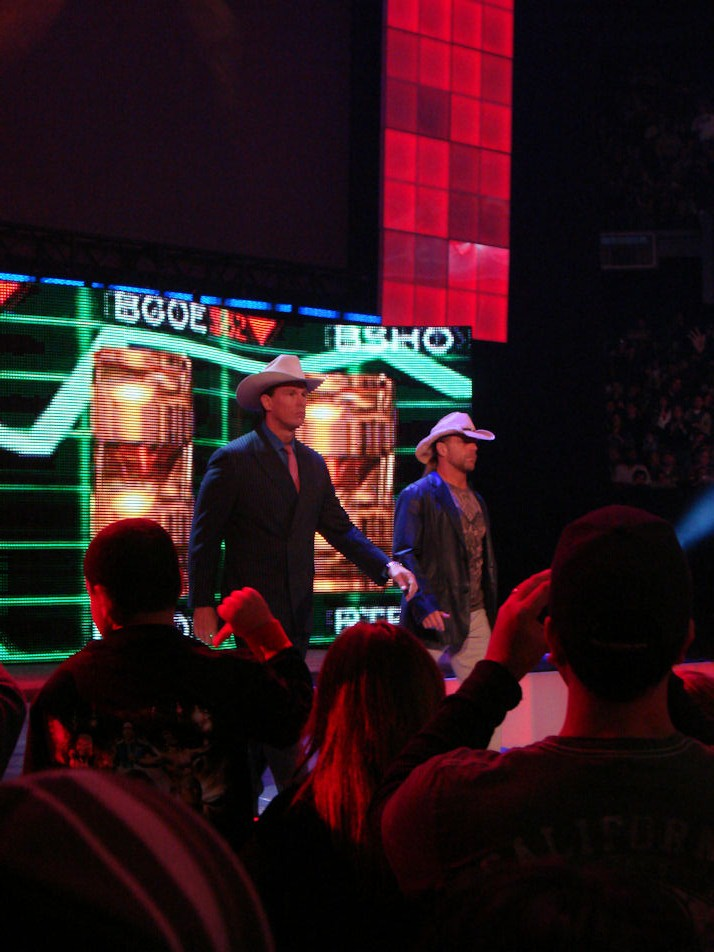
JBL durante su feudo en 2009 con Shawn Michaels.

JBL y Chris Jericho se enfrentaron en Royal Rumble, el cual ganó por descalificación, al golpearlo Jericho con una silla. Tras esto, participó en la Elimination Chamber en No Way Out, enfrentándose a Jericho, Umaga, Shawn Michaels, Jeff Hardy & Triple H, pero fue el primer eliminado por Jericho. Tras esto, empezó un feudo con Finlay al descubrir que Hornswoggle no era el hijo de Vince McMahon, atacando a Hornswoggle duramente. JBL derrotó a Finlay en WrestleMania XXIV en un "Belfast Brawl match". Luego participó en un combate por el Campeonato de la WWE de Randy Orton en Backlash, enfrentándose a Orton, John Cena y Triple H. Durante el combate, fue eliminado por Cena, lo que provocó un feudo entre ambos, siendo derrotado por Cena en Judgment Day y en One Night Stand en un First Blood Match, pero le derrotó en The Great American Bash. Tras esto, se autoproclamó contendiente número uno al Campeonato Mundial Peso Pesado de la WWE de CM Punk en Summerslam, pero fue derrotado.
En Unforgiven, participó en el primer WWE Championship Scramble junto a Batista, Kane, Rey Mysterio y Chris Jericho por el Campeonato Mundial Peso Pesado, siendo ganado por Jericho. Posteriormente, en No Mercy pidió una oportunidad para ser el contendiente #1 por el Campeonato Mundial Peso Pesado al ser derrotado por Batista. En Cyber Sunday interfirió en la lucha entre Jericho y Batista, atacando al árbitro Shawn Michaels, empezando un feudo que les llevó a luchar en Survivor Series, donde el Team Michaels (Shawn Michaels, Cryme Tyme, Rey Mysterio & The Great Khali) derrotó al Team JBL (JBL, Kane, John Morrison, The Miz & Montel Vontavious Porter). Sin embargo, en Armageddon le ofreció empleo a Shawn Michaels, debido a la crisis económica por la que pasaba (Kayfabe), facilitándole el trabajo para ser el contendiente número uno al Campeonato Mundial Pesado de John Cena. JBL y Cena se enfrentaron en Royal Rumble, pero perdió el combate. Durante la pelea, Michaels atacó tanto a JBL como a Cena, por lo que Layfield le recriminó esta acción, por lo que se pactó una lucha "all or nothing" (todo o nada) entre Layfield y Michaels en No Way Out, lucha que ganó Michaels, por lo que se libró del contrato. El 9 de marzo de 2009 en RAW, derrotó a CM Punk, ganando el Campeonato Intercontinental de la WWE, convirtiéndose en un Campeón Triple Corona y en un Gran Campeón. Sin embargo, en WrestleMania XXV perdió el Campeonato Intercontinental frente a Rey Mysterio en un tiempo de 21 segundos. Acabada la lucha se volvió a retirar de la lucha libre profesional tras 14 años de carrera en la WWE.

#### Regreso a los comentarios y apariciones esporádicas (2011-presente)
En la edición del 7 de marzo del 2011 Michael Cole anunció que Layfield sería el árbitro invitado en la lucha de Cole en WrestleMania XXVII haciendo su regreso luego de dos años de ausencia en la WWE. Sin embargo Steve Austin irrumpió durante el anuncio de Cole noqueándolo, antes de que firmara el contrato de WrestleMania; siendo Austin quien firmara para luego aplicarle un Stone Cold Stunner a Layfield dejándolo fuera de WrestleMania XXVII. El 31 de marzo del 2012, Layfield introdujo a su excompañero de APA y mejor amigo Ron Simmons en la ceremonia del Salón de la Fama. Su siguiente aparición fue el 23 de julio en el RAW 1000th Episode, como face donde apareció como La APA junto a Ron Simmons para proteger a Lita en un combate contra Heath Slater, aplicándole su Clothesline From Hell. Tras esto, se convirtió en un comentarista de varios de los programas de la WWE, sustituyendo a Jerry Lawler, quien había sufrido un ataque al corazón. Sin embargo, su trabajo como comentarista de Raw y SmackDown se volvió fijo al cabo de un tiempo. En septiembre de 2013, fue nombrado Gerente General de NXT. El 26 de enero del 2014 fue un participante sorpresa en Royal Rumble pero fue eliminado por Roman Reigns. En julio, JBL se retiró como gerente general de NXT y fue sucedido por William Regal. En el episodio del 19 de enero de 2015 de Raw, JBL junto con Ron Simmons (un miembro de The Acolytes Protection Agency), el Nuevo Orden Mundial y The New Age Outlaws atacaron The Ascension y luego, JBL realizaría un Clothesline from Hell en Viktor. En el episodio del 30 de marzo de Raw, JBL junto con Booker T y Michael Cole, resultaron heridos por Brock Lesnar después de que Seth Rollins rechazara a Lesnar su revancha por el Campeonato Mundial Peso Pesado de la WWE. Después del draft de la WWE de 2016 el 19 de julio, WWE anunció en su sitio web que JBL pasaría al equipo de comentaristas de SmackDown, uniéndose a Mauro Ranallo y David Otunga. El 1 de septiembre de 2017, JBL anunció que se alejaba del equipo de comentaristas de SmackDown Live para centrarse en el trabajo humanitario dentro y fuera de la WWE, principalmente como Embajador Global de Beyond Sport. La APA hizo una aparición en el programa Raw 25 Years el 22 de enero de 2018, jugando al póquer con otras leyendas y superestrellas. Layfield ocasionalmente trabaja en comentarios durante los eventos de Tributo a las Tropas y el último ocurrió el 4 de diciembre de 2018 (transmitido el 20 de diciembre) en Fort Hood. El 3 de marzo de 2020, durante WWE Backstage, se anunció oficialmente que JBL sería incluido en el Salón de la Fama de la WWE como parte de la semana de WrestleMania 36 sin embargo, el evento se pospuso debido a la pandemia de COVID-19. El 22 de noviembre de 2020 hizo una aparición en Survivor Series durante la ceremonia de retiro de The Undertaker. Durante la semana de WrestleMania 37, JBL fue incluido en la clase del Salón de la Fama de la WWE de 2020 durante la ceremonia de 2021 luego de la demora del año anterior, luego fue panelista en el programa de inicio de WrestleMania 37.

## Acusaciones de acoso laboral
En 2001, en el programa radial Get in the Ring, el árbitro Billy Silverman, mencionó que la razón por la que dejó la WWF, fue el mal ambiente laboral de allí. Por ejemplo, contó "haber sido desnudado y atado a un carrito por algunos chicos, y luego ser paseado por la zona del ring". También desenmascaró el acoso que JBL ejercía sobre su colega Charles Robinson, donde describió al primero como "un ser humano despreciable".
El luchador Blue Meanie, tras testificar en el juicio Billy Silverman vs. JBL, y luego hacer comentarios en internet, refiriéndose al último como un abusador, generó cierto animosidad en JBL; que lamentablemente se manifestaría en el PPV, One Night Stand; realizado el 12 de junio de 2005. En dicho evento, que tenía como objetivo enfrentar estrellas de la ECW con las de la WWE, al mismo tiempo; fue donde JBL localizó a Blue Meanie, y comenzó a agredirle fuertemente causándole sangrado en la cabeza. Todo esto pasaría inadvertido para luchadores y público, camuflándose como parte del espectáculo.
En el libro Hardcore Truth: The Bob Holly Story, publicado en 2013, Holly relata una anécdota en el Aeropuerto de Kansas, donde Bradshaw habría estado hostigando a Steve Blackman, tocándole el trasero. Ante la advertencia de este, y no detenerse, Blackman le habría propiciado una brutal paliza.
La exsupersttrella conocida como Edge, en su libro Adam Copeland on Edge, escribió una anécdota de cuando era novato en la entonces WWF, y mientras se duchaba, Bradshaw le acechó y le manoseo en lo que se suponía que era una broma .
En abril de 2017, surgió la polémica de que JBL era culpable de agravar la depresión de su colega Mauro Ranallo. Días después, el anunciador Justin Roberts, en una entrevista con reddit.com, señaló que él era "el líder de un grupo de bravucones en los camerinos de la WWE". Inclusive, le acusó de "aterrorizar a los novatos con bromas de iniciación". Los fanes llevaron su indignación a través de las redes sociales haciendo popular la etiqueta #FireJBL llevando el asunto incluso a una grabación de un SmackDown Live donde un fan fue expulsado del coliseo por hacer referencia al tema.

## Carrera en artes marciales mixtas

### Vyper Fight League (2009–2010)
En abril de 2009, después de que Layfield abandonara la WWE, el propietario de OVW Danny Davis anunció que Layfield fuera a ser el comentarista y el invitado de Vyper Fight League, en el cual Layfield hizo patrocinadores de Layfield Energy, sin embargo, la promoción murió en el 2010.

## Campeonatos y logros

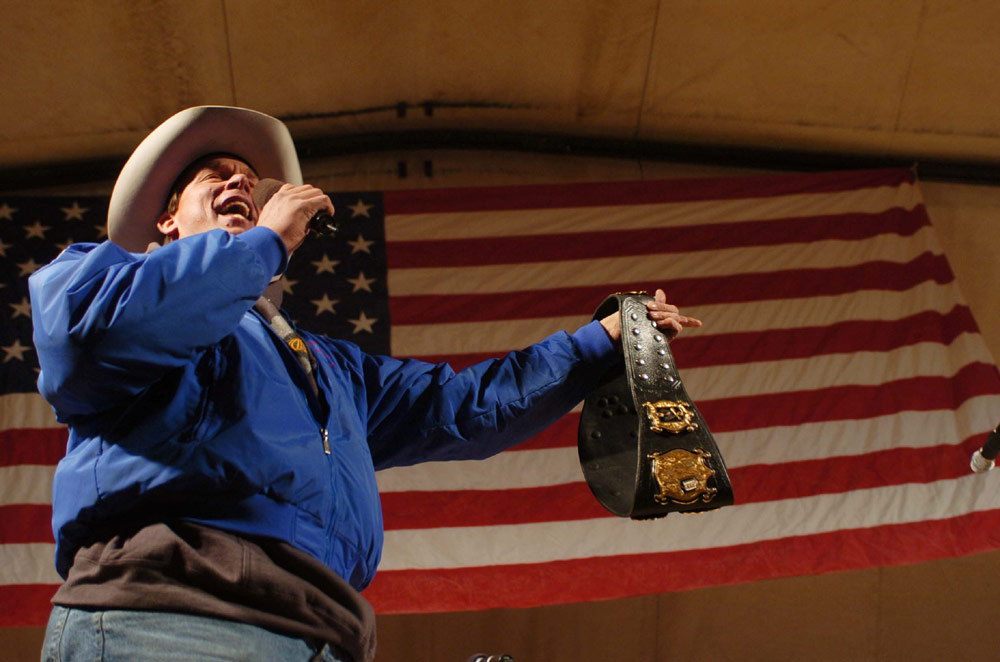
JBL como Campeón de la WWE.

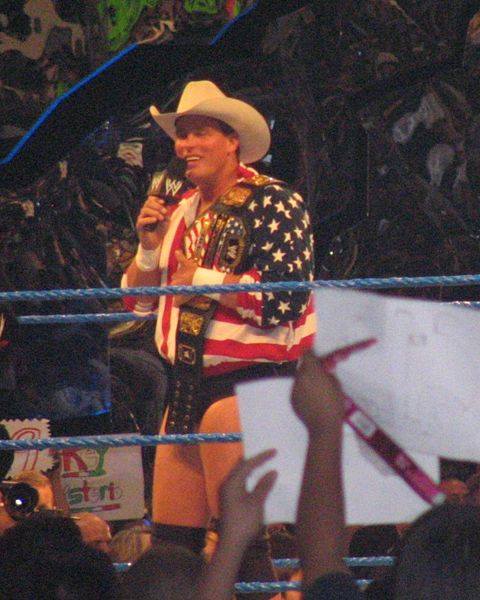
JBL como Campeón de los Estados Unidos de la WWE.

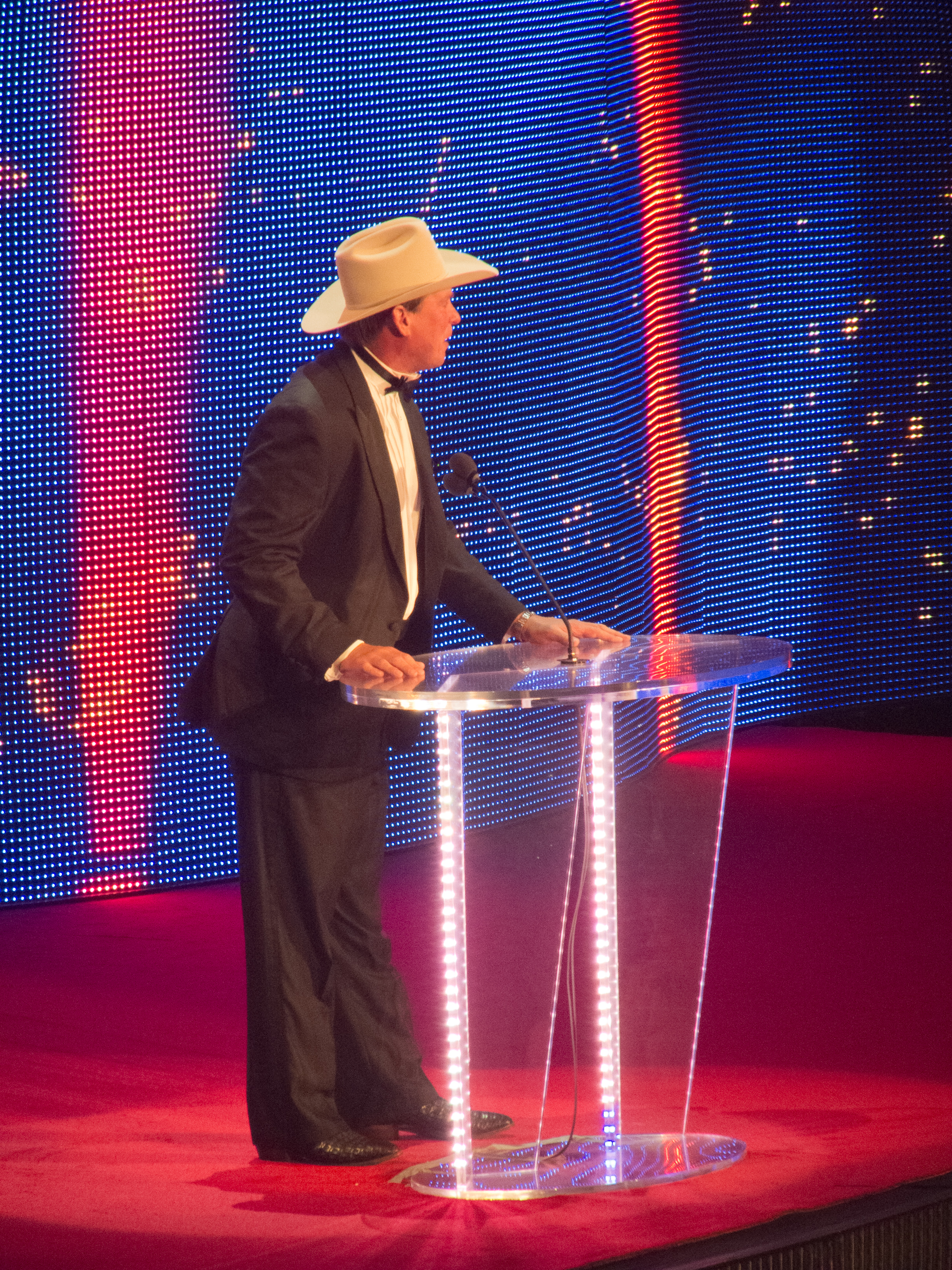
JBL en la Ceremonia del Salón de la Fama 2012

### Fútbol
- Abilene Christian University
  - 1989 NCAA Division II All–American

### Lucha libre profesional
- Catch Wrestling Association
  - CWA World Tag Team Championship (1 vez)[38] – with Cannonball Grizzly

- Global Wrestling Federation
  - GWF Tag Team Championship (2 veces)[6] – con Bobby Duncum, Jr. (1) y Black Bart (1)
- International Wrestling Institute and Museum
  - Lou Thesz Award (2012)[39]

- Memphis Championship Wrestling
  - MCW Southern Tag Team Championship (1 vez)[40] – con Faarooq

- NWA Texas
  - NWA North American Heavyweight Championship (1 vez)[7]

- Ohio Valley Wrestling
  - OVW Southern Tag Team Championship (1 vez)[41] – con Ron Simmons

- World Wrestling Federation/Entertainment/WWE
  - WWE Championship (1 vez)
  - WWE Intercontinental Championship (1 vez)
  - WWE United States Championship (1 vez)
  - WWF European Championship (1 vez)
  - WWF/E Hardcore Championship (17 veces)
  - WWF Tag Team Championship (3 veces) - con Faarooq
  - Hall of Fame (2020)
  - Triple Crown Championship (vigésimo)
  - Grand Slam Championship (décimo segundo)

- Pro Wrestling Illustrated
  - Situado en el Nº301 en los PWI 500 de 1993[42]
  - Situado en el Nº210 en los PWI 500 de 1994[43]
  - Situado en el Nº327 en los PWI 500 de 1995[44]
  - Situado en el Nº150 en los PWI 500 de 1996[45]
  - Situado en el Nº173 en los PWI 500 de 1997[46]
  - Situado en el Nº102 en los PWI 500 de 1998[47]
  - Situado en el Nº78 en los PWI 500 de 1999[48]
  - Situado en el Nº87 en los PWI 500 del 2000[49]
  - Situado en el Nº45 en los PWI 500 del 2001[50]
  - Situado en el Nº36 en los PWI 500 de 2002[51]
  - Situado en el Nº15 en los PWI 500 del 2004[52]
  - Situado en el Nº5 en los PWI 500 del 2005[53]
  - Situado en el Nº64 en los PWI 500 del 2006[54]
  - Situado en el Nº40 en los PWI 500 del 2008[55]
  - Situado en el Nº496 dentro de los mejores 500 luchadores de la historia-PWI Years 2003[56]
- Wrestling Observer Newsletter
  - WON Mejor personaje - 2004, Multimillonario
  - WON Peor lucha del año - 2002 con Trish Stratus vs. Christopher Nowinski & Jackie Gayda Raw, 7 de julio